# Cophixalus petrophilus
Cophixalus petrophilus es una especie de anfibio anuro de la familia Microhylidae.

## Distribución geográfica
Esta especie es endémica de Queensland en Australia. Se encuentra en el parque nacional Cape Melville.

## Descripción
Los machos miden de 26,4 a 28,3 mm y las hembras de 31,2 a 31,8 mm.

## Publicación original
- Hoskins, 2013 : A new frog species (Microhylidae: Cophixalus) from boulder-pile habitat of Cape Melville, north-east Australia. Zootaxa, n.º 3722, p. 61-72[3]